# Gelson Dala
Pour les articles homonymes, voir Gelson.
Jacinto Muondo Dala, plus connu sous le nom de Gelson Dala ou de Gelson (né le 13 juillet 1996 à Luanda en Angola) est un footballeur international angolais, qui évolue au poste d'attaquant au Al-Wakrah SC.

## Biographie

### Carrière en club
Il inscrit 23 buts dans le championnat d'Angola lors de la saison 2016 avec le club du 1º de Agosto, ce qui fait de lui le meilleur buteur du championnat.
Par la suite, il marque 13 buts en deuxième division portugaise lors de la saison 2016-2017 avec l'équipe réserve du Sporting Portugal.
Au mercato d'été 2019, Gelson est prêté une saison au club turc de l'Antalyaspor avec option d'achat.

### Carrière en sélection
Gelson Dala reçoit sa première sélection en équipe d'Angola le 13 juin 2015, contre la République centrafricaine. Lors de ce match, il inscrit ses deux premiers buts en sélection, pour une victoire sur le large score de 4-0.
Le 4 juillet 2015, il inscrit un nouveau doublé, contre le Swaziland (victoire 2-0). Par la suite, le 24 octobre 2015, il marque un but contre l'Afrique du Sud (défaite 1-2). Le 13 novembre 2015, il marque à nouveau un but contre les sud-africains (défaite 1-3).
Le 21 janvier 2016, il inscrit un but contre la RD Congo, lors du championnat d'Afrique des nations qui se déroule au Rwanda (défaite 4-2). Par la suite, le 3 septembre 2016, il marque un but contre Madagascar (match nul 1-1). Il inscrit ensuite un but contre le Burkina Faso le 10 juin 2017 (défaite 3-1). Gelson dispute sa première compétition internationale lors de la Coupe d'Afrique des nations 2019 en Égypte. En décembre 2023, il est retenu dans la liste des vingt-sept joueurs angolais sélectionnés par Pedro Gonçalves pour disputer la Coupe d'Afrique des nations 2023. dans la quel il marquera 4 buts et effectua 1 passe décisive  

## Palmarès
1º de Agosto
- Championnat d'Angola (1) :
  - Champion : 2016.
  - Meilleur buteur : 2016 (23 buts).